# Oleguer Presas
Oleguer Presas Renom (Sabadell, Barcelona, España, 2 de febrero de 1980), conocido como Oleguer, es un exfutbolista español. Jugó como defensa habiendo pasado por el Fútbol Club Barcelona y el Ajax Ámsterdam.

## Biografía

### Inicios
Comenzó su carrera futbolística jugando en el Alcaparra FC, un club de su ciudad natal, Sabadell. Posteriormente, fichó por el CE Sant Gabriel para incorporarse, en la temporada 1997/98 a la UDA Gramanet "B". En la temporada 1998/99 debutó en el primer equipo del conjunto de Santa Coloma de Gramanet, en la Segunda División B de España. Fue, pese a su juventud, uno de los líderes del equipo que, durante tres años consecutivos luchó por ascender, sin éxito, a la Segunda División del fútbol español. Además, es licenciado en Ciencias Económicas por la Universidad Autónoma de Barcelona.

### Fútbol Club Barcelona
En la temporada 2001/02, con 21 años, fichó por el FC Barcelona "B", donde estuvo dos temporadas y media siendo titular en algunas ocasiones. Debutó como jugador del FC Barcelona de la mano del entrenador neerlandés Louis van Gaal, el 24 de agosto de 2002, en el partido correspondiente al Trofeo Joan Gamper entre el Barcelona y el Estrella Roja de Belgrado que finalizó con victoria local por un gol a cero. Su debut en competición oficial tuvo lugar el 13 de noviembre de 2002 en el Camp Nou, en el partido de Liga de Campeones entre el Barcelona y el Galatasaray SK, que vencieron los azulgrana por tres a uno. En Primera División, debutó el 12 de enero de 2003 ante el Málaga CF, en un encuentro que terminó en empate a cero goles.
Durante las temporadas 2002/03 y 2003/04 alternó sus actuaciones en el primer equipo con partidos con el filial hasta que, en la temporada 2004/05, se consolidó en el primer equipo como titular, participando en 36 partidos y contribuyendo activamente al campeonato de Liga logrado por el club, que supuso su primer título personal. En esta temporada marcó su único gol como jugador del Barcelona en el Estadio La Rosaleda, en un partido contra el Málaga, donde había debutado dos campañas antes. Ya en la temporada 2005/06, no sólo volvió a ganar el título de Primera División, sino que también se proclamó campeón la Champions League en París tras derrotar por 2-1 al Arsenal FC jugando de titular.
En la temporada 2006/07, Oleguer consiguió el título de la Supercopa de España y una Copa Cataluña. Durante su última campaña como barcelonista, la 2007/08, participó en doce partidos de Liga.

### Ajax de Ámsterdam
El 29 de julio de 2008, Oleguer firmó un contrato de tres temporadas con el club neerlandés Ajax de Ámsterdam, que pagó 3.000.000 €, más 2,25 millones de variables, incluyendo una opción por un año. En su presentación en Ámsterdam se le asignó el dorsal 3, tuvo una participación muy activa con su equipo debido a las lesiones de sus compañeros jugando 27 partidos de liga de los cuales 26 jugó de titular, el 18 de octubre de ese año marcó de cabeza su primer gol con el Ajax contra el Groningen.
En la temporada 2009/10 tiene una menor participación, jugando 13 partidos, de los cuales 8 jugó de titular, aunque acabó ganando la Copa de los Países Bajos. En la temporada 2010/11 se le asigna el dorsal 23 (el cual había tenido siempre con el FC Barcelona), es la temporada que menos participación tiene con el equipo, sólo juega 9 partidos (3 en liga) y el equipo acaba ganando la Liga holandesa. El 3 de abril de 2011 marca de cabeza su último gol con el Ajax contra el Heracles Almelo, un partido que acabaría con victoria del Ajax por 3 a 0.
Debido a que el Ajax decide no renovar a Oleguer, abandona el equipo al final de la temporada.

## Actividad política
En abril de 2006 publicó, junto a su amigo Roc Casagran, el libro Camí d'Ítaca (Camino a Ítaca), en el cual narra su experiencia durante las celebraciones de la victoria en la Liga 2004/05, además de poner por escrito sus reflexiones sociales y políticas. En el mes de febrero de 2007, el jugador azulgrana publicó un artículo de opinión en una página web en relación con la situación del terrorista Iñaki de Juana Chaos, responsable de 25 asesinatos, que había estado en huelga de hambre durante meses en protesta por su encarcelamiento tras cumplir la condena por sus asesinatos, en el que criticaba el funcionamiento de la Justicia en España. Dicho artículo generó polémica y provocó que la marca de ropa y equipamiento deportivo Kelme cancelara el contrato de patrocinio que la vinculaba con Oleguer. La firma deportiva lo justificó diciendo que ella contrata futbolistas y no políticos. Algunos periódicos de Cataluña y País Vasco iniciaron una campaña a favor del jugador y una iniciativa de boicot a Kelme[cita requerida]. Por su parte, la marca deportiva catalana Munich ofreció al futbolista ser su patrocinadora personal como muestra de apoyo y «por interés comercial».
Formó parte de la candidatura de la CUP en las Elecciones al Parlamento de Cataluña de 2015.
En mayo de 2008 declaró que había expresado a Luis Aragonés, seleccionador español en aquel momento, que prefería no ser seleccionado para jugar con el combinado nacional, alegando tiempo después que tomó esa decisión porque no se sentía representado por la selección española y que esta le generaba rechazo.

## Estadísticas
| Gramenet · España | 2.ª B | 1999-2000 | 1   | 0 | —  | — | —  | — | 1   | 0 |
| Gramenet · España | 2.ª B | 2000-01   | 34  | 2 | —  | — | —  | — | 34  | 2 |
| Gramenet · España | Total | Total     | 35  | 2 | 0  | 0 | 0  | 0 | 35  | 2 |
| F. C. Barcelona "B" · España | 2.ª B | 2001-02   | 28  | 0 | —  | — | —  | — | 28  | 0 |
| F. C. Barcelona "B" · España | 2.ª B | 2002-03   | 28  | 2 | —  | — | —  | — | 28  | 2 |
| F. C. Barcelona "B" · España | 2.ª B | 2003-04   | 12  | 0 | —  | — | —  | — | 12  | 0 |
| F. C. Barcelona "B" · España | Total | Total     | 68  | 2 | 0  | 0 | 0  | 0 | 68  | 2 |
| F. C. Barcelona · España | 1.ª   | 2001-02   | 0   | 0 | —  | — | —  | — | 0   | 0 |
| F. C. Barcelona · España | 1.ª   | 2002-03   | 3   | 0 | —  | — | 2  | 0 | 5   | 0 |
| F. C. Barcelona · España | 1.ª   | 2003-04   | 18  | 0 | 2  | 0 | 4  | 0 | 24  | 0 |
| F. C. Barcelona · España | 1.ª   | 2004-05   | 36  | 1 | 1  | 0 | 7  | 0 | 44  | 1 |
| F. C. Barcelona · España | 1.ª   | 2005-06   | 33  | 0 | 5  | 0 | 11 | 0 | 49  | 0 |
| F. C. Barcelona · España | 1.ª   | 2006-07   | 25  | 0 | 8  | 0 | 5  | 0 | 38  | 0 |
| F. C. Barcelona · España | 1.ª   | 2007-08   | 12  | 0 | 1  | 0 | 2  | 0 | 15  | 0 |
| F. C. Barcelona · España | Total | Total     | 127 | 1 | 17 | 0 | 31 | 0 | 175 | 1 |
| Ajax de Ámsterdam · Países Bajos | 1.ª   | 2008-09   | 28  | 1 | 1  | 0 | 9  | 0 | 38  | 1 |
| Ajax de Ámsterdam · Países Bajos | 1.ª   | 2009-10   | 6   | 0 | 3  | 0 | 5  | 0 | 14  | 0 |
| Ajax de Ámsterdam · Países Bajos | 1.ª   | 2010-11   | 3   | 1 | 2  | 0 | 3  | 0 | 8   | 1 |
| Ajax de Ámsterdam · Países Bajos | Total | Total     | 37  | 2 | 6  | 0 | 17 | 0 | 60  | 2 |
| Total | Total | Total     | 267 | 7 | 23 | 0 | 48 | 0 | 338 | 7 |
| (1) Incluye datos de Copa del Rey, Supercopa de España, Copa de los Países Bajos y Supercopa de los Países Bajos. (2) Incluye datos de Liga de Campeones de la UEFA, Liga Europa de la UEFA, Copa de la UEFA, Supercopa de Europa y Copa Mundial de Clubes de la FIFA. |       |           |     |   |    |   |    |   |     |   |

## Palmarés

### Campeonatos nacionales
| Título                     | Club           | País         | Año  |
| -------------------------- | -------------- | ------------ | ---- |
| Primera División de España | Barcelona      | España       | 2005 |
| Primera División de España | Barcelona      | España       | 2006 |
| Eredivisie                 | Ajax Ámsterdam | Países Bajos | 2010 |
| Eredivisie                 | Ajax Ámsterdam | Países Bajos | 2011 |

### Campeonatos internacionales
| Título                       | Club      | País   | Año  |
| ---------------------------- | --------- | ------ | ---- |
| Liga de Campeones de la UEFA | Barcelona | España | 2006 |

### Copas regionales
| Título        | Club      | País   | Año  |
| ------------- | --------- | ------ | ---- |
| Copa Cataluña | Barcelona | España | 2004 |
| Copa Cataluña | Barcelona | España | 2005 |
| Copa Cataluña | Barcelona | España | 2007 |